# Италијански социјални покрет
Италијански социјални покрет (итал. Movimento Sociale Italiano, MSI), касније познат као Италијански социјални покрет — Национална десница (итал. Movimento Sociale Italiano-Destra Nazionale, MSI-DN), је била политичка странка у Италији.
Створена је 26 децембра 1946. од стране италијанских фашиста и радикалних националиста, након пораза сила Осовине и Италијанске Социјалне (Фашистичке) Републике Бенита Мусолинија. Симбол партије је био „тробојни пламен“, амблем победника из Првог светског рата.
Партија је распуштена 27. јануара 1995. године, након доласка на место секретара Ђанфранка Финија, који је залагао за умереније идеје и дефинитивно напуштање фашистичке прошлости.
Већина партије је прешла у Финијеву Националну алијансу (итал. Alleanza Nazionale, AN) конзервативне инспирације, док је једна мањина коју је предводио Пино Раути створила Социјални покрет Пламен тробојке, неофашистичке идеологије.

## Изборни резултати
Од 1948. до 1976. године, MSI је био у константном порасту прешавши са 2,0% (1948) на 8,8% (1972).
Међутим период политичке и спољашње тензије, крајем 70-их година 20. века (ради Хладног рата) у Италији је проузроковао маргинализацију за MSI, чији су чланови више пута оптуживани за обнову фашистичке партије; што је довело до кризе и до брзог пада консензуса међу гласачима.